# Helena de Zadar
Helena de Zadar (en croata: Jelena; fallecida el 8 de octubre de 976), también conocida como Helena la Gloriosa, fue la reina consorte del Reino de Croacia, como esposa del rey Mihajlo Krešimir II, de 946 a 969, período que fue marcado por «la paz, el orden y el crecimiento expedito». Fue regente de Croacia después de la muerte de su cónyuge durante la regencia de su hijo Stjepan Držislav de Croacia, y gobernó desde 969 hasta 976.

## Biografía
Se dice que nació dentro de la antigua familia patricia Madi de Zadar. Se casó con Mihajlo Krešimir II y se convirtió en reina consorte en 946.
Se convirtió en la reina viuda de Croacia después de la muerte de su esposo en 969. Sin embargo, dado que su esposo fue sucedido por su hijo, que era menor de edad, ella también se convirtió en regente de Croacia en nombre de su hijo. Como tal, gobernó hasta su propia muerte.

### Regencia
La reina Helena construyó las iglesias de San Esteban y Santa María en Solin. El atrio de San Esteban se convirtió en el Mausoleo de los Reyes de Croacia y se conserva hasta nuestros días. Helena también era conocida por sus súbditos como «Madre del Reino y protectora de huérfanos y viudas». Helena jugó un papel central en unir elementos croatas y latinos dentro del reino, sentando así las bases para que su hijo, Stjepan Držislav, asumiera la soberanía sobre el thema dálmata (que estaba bajo el dominio bizantino nominal).

### Epitafio
Helena murió en octubre de 976 y está enterrada junto a su marido en la iglesia de Santa María. La inscripción real en su sarcófago fue un epitafio descubierto por arqueólogos. El epitafio, que arroja luz sobre la genealogía de los primeros gobernantes croatas, fue descubierto por Frane Bulić el 28 de agosto de 1898. El epitafio también muestra que los gobernantes más antiguos, antes de su hijo Stjepan Drzislav, llevaban el título de reyes. La traducción al español del epitafio es:

En esta tumba descansa Helena la Gloriosa, esposa del Rey Miguel, madre del Rey Esteban. Ella gobernó/trajo paz al Reino. El día 8 de octubre de 976 desde la Encarnación de Nuestro Señor..... fue enterrada aquí. Durante su vida como reina también fue madre de huérfanos y protectora de viudas. Que digan los que miran aquí: Dios se apiade de su alma.